# Devil Without a Cause
Devil Without a Cause — четвёртый студийный альбом американского рэпера Кид Рока. Выпущенный 18 августа 1998 года, альбом продемонстрировал развитие звучания Кид Рока, отходя от хип-хопа, который преобладал в предыдущих альбомах, к рэп-металу, хард-року, ню-металу и рэп-року, и ознаменовал завершение его сценического образа «деревенского сутенёра». Кроме того, считается, что песня «Cowboy» сыграла важную роль в развитии жанра кантри-рэп.
Devil Without a Cause имел большой коммерческий успех. Подстегнутый популярностью сингла «Bawitdaba», альбом разошёлся тиражом в 15 миллионов копий и получил «бриллиантовый» сертификат. Альбом также получил всеобщее признание критиков за его звучание.

## Предыстория
В 1997 году Джейсон Флом, основатель лейбла Lava Records, посетил одно из выступлений Кид Рока и встретился с ним, который позже дал Джейсону демо-версии песен «Somebody’s Gotta Feel This» и «I Got One for Ya», что привело к подписанию контракта Кид Рока с Atlantic Records. В рамках контракта на запись Кид Рок получил от лейбла 150 000 долларов. К этому времени Кид Рок полностью решил эволюционировать свой сценический образ, развить музыкальный стиль рэп-метал и записать «деревенский, дерьмовый рок-н-ролльный рэп-альбом».

## Процесс записи
Альбом был записан в White Room в Детройте и сведён в Mix Room в Лос-Анджелесе.
В дополнение к недавно написанным песням, группа также перезаписала некоторые старые песни Кид Рока, в том числе «I Am the Bullgod» с более раннего EP Fire It Up и «Black Chick, White Guy» с альбома Early Mornin' Stoned Pimp. Эминем микшировал пластинку The Slim Shady LP в той же студии и, будучи другом Кид Рока, попросил его записать скрэтчи для песни «My Fault». В ответ Эминем исполнил рэп-куплет в песне Кида «Fuck Off». В 1999 году в интервью журналу Spin Эминем сказал, что он употреблял кокаин в первый и последний раз, когда писал и записывал свои куплеты с Кидом. По словам Эминема, Кид был в «режиме полной вечеринки с тоннами различных наркотиков, просто разложенных рядом с микшерным пультом. Там были его приятели, которые только что вырубились голышом с кокаином на носу. Это было поразительно. Я больше никогда не прикасался к этому дерьму».

## Содержание

### Стиль
Музыка на Devil Without a Cause известна своим эклектичным звучанием, которое заимствовано из таких жанров, как арена-рок, кантри, хартленд-рок, хэви-метал и хип-хоп. Звучание альбома в основном классифицировалось критиками и журналистами как рэп-метал, хард-рок, ню-метал и рэп-рок. Музыка Кид Рока была описана Pitchfork как нечто среднее между Run-DMC, Lynyrd Skynyrd и AC/DC. MTV сравнил песни Кид Рока «I Am the Bullgod» и «Roving Gangster (Rollin')» с чем-то средним между Alice in Chains и Public Enemy.
По словам Стивена Томаса Эрлевайна из Allmusic, «Ключом к успеху [альбома] является то, что он и не намерен стать хип-хоп-пластинкой. Это просто чудовищный рок-альбом». Эрлевайн считает, что на звучание альбома оказали влияние Боб Сигер, Lynyrd Skynyrd и Van Halen. Эрлевайн также считал, что альбом «прочно вписался в традиции классического хард-рока».

### Музыка и тексты
Песня «Bawitdaba» содержит звучание ню-метала. Чтобы сделать припев, Кид Рок объединил припевы песни Busy Bee «Making Cash Money», записи the Marcels «Blue Moon» и песни The Sugarhill Gang «Rapper's Delight» в «григорианское гудение». Текст песни посвящён «тёлкам с пейджерами» и налоговому управлению США, а также «всем наркоманам, критикам, циникам/И всем [моим] героям в метадоновой клинике». В демо-записи песни Кид Рок кричит: «Now get in the pit and try to kill someone!». В альбомной версии Кид Рок изменил текст, заменив слово «kill» на «love». Относительно корректировки, Кид Рок сказал The Baltimore Sun, что он рад, что изменил текст, объяснив, что мошпит — это сосуществование.
Кантри-рэп-песня «Cowboy» была написана незадолго до начала записи альбома. Это сплав хип-хопа, кантри-музыки, южного рока и хэви-метала. Billboard, а также сам Кид Рок описали песню как нечто среднее между Run DMC и Lynyrd Skynyrd. Инструментальная часть включает в себя звуки варгана, губной гармошки и фортепиано. Текст песни повествует о переезде Кид Рока в Калифорнию, чтобы стать сутенёром и открыть эскорт-службу «по уважительным причинам», расположенную на крыше отеля Four Seasons Hotels and Resorts, а также о том, как его вышвырнули из бара и покупке яхты.
Песня «I Am the Bullgod», по словам AXC, была данью уважения группе Monster Magnet. Сайт azcentral.com описал стиль песни как южный рок с элементами фанка, в то время как Billboard классифицировал песню как стоунер-рок. Текст песни отсылает к употреблению бурбона Jim Beam; Кид Рок заявляет, что «Я свободен и питаюсь всем, что есть» и что «Я никогда не был крут как Джеймс Дин».
Песня «Wasting Time» содержит интерполяцию песни Fleetwood Mac «Second Hand News». «Welcome 2 the Party (Ode 2 the Old School)» отсылает к рекламе Орсона Уэллса «Paul Masson» с текстом «I will serve no rhymes before their time». Песня «Where U At Rock?» ссылается на философа Айн Рэнд.
«Only God Knows Why» — это кантри-баллада, известная использованием автотюна. Текст песни «Black Chick, White Guy» рассказывает о десятилетних отношениях Кид Рока с одноклассницей по имени Келли Саут Рассел, с которой он стал отцом одного ребёнка и воспитал ещё одного ребёнка от предыдущих отношений, но расстался с ней. После чего он получил опеку над своим сыном, Робертом Джеймсом Ричи-младшим; эти события стали источником вдохновения для этой песни, в которой они обсуждаются напрямую, хотя Рассел отрицает некоторые обвинения, выдвинутые против неё в тексте песни.

## Критический приём
| Оценки критиков                   | Оценки критиков |
| Источник                          | Оценка          |
| --------------------------------- | --------------- |
| AllMusic                          | [ 12 ]          |
| The Encyclopedia of Popular Music | [ 34 ]          |
| Pitchfork                         | (1.3/10)        |
| Rolling Stone Album Guide         | [ 24 ]          |
| The Village Voice                 | (A−)            |

### Отзывы критиков
Альбом получил признание критиков сразу после выпуска.
Стивен Томас Эрлевайн из Allmusic дал альбому четыре с половиной звезды из пяти, написав в своём обзоре: «[Кид Рок] придумал отличный хард-рок-альбом конца 90-х — бесстрашно смешную, ломающую кости пластинку, которая умудряется сохранять свою силу, и через повторные проигрывания не утрачивает время».
Pitchfork отрицательно отнёсся к альбому и оценил его в 1,3 балла из 10, написав: «Прикол в том, что Devil Without A Cause сочетает рэп с металлом, но это сочетание уже было сделано миллион раз, и в каждом случае результат был лучше, чем этот. Вам действительно нужны предсказуемые своднические рифмы поверх дурацких элементов метала с третьесортными припевами как у гранж-песен среди вашей коллекции? Я задам вопрос: это то, чего вам не хватает в вашей жизни?».

### Успех
В 1998 году Кид Рок организовал тур в поддержку Devil Without a Cause под названием Devil Without a Cause Tour. Благодаря продвижению, включая выступления на каналах HBO, MTV (а также выступление вместе с Aerosmith и Run-DMC) и выступление на фестивале Вудсток 1999 года, Devil Without a Cause разошёлся тиражом в 14 миллионов копий, успех альбома подстегнул прорывной сингл Кид Рока Bawitdaba.
В апреле 1999 года альбом получил «золотой» статус, а в следующем месяце «платиновый», который альбом получал 11 раз. В результате альбому присвоили «бриллиантовый» статус. По состоянию на 2007 год альбом был продан тиражом 8,9 миллиона копий по данным Nielsen SoundScan.
В 2000 году Кид Рок был номинирован на премию Грэмми как «Лучший новый исполнитель», несмотря на то, что он работает в музыкальной индустрии уже более 10 лет.

## Наследие
Альбом продолжал пользоваться популярностью ещё долгое время после его выхода, и в 2012 году Кид Рок заявил о своём желании перезаписать альбом полностью, чтобы отпраздновать 15-летие альбома.
Критическая оценка альбома продолжалась ещё долгое время после его выхода, и Allmusic назвал Devil Without a Cause «шедевром рэп-рока». Песня «Cowboy» считается AXC первой в жанре кантри-рэпа; Cowboys & Indians утверждает, что песня Кид Рока оказала большое влияние на вселенную кантри-музыки и что на исполнителей Jason Aldean и Big & Rich, среди прочих, повлияла эта песня.
Спустя 15 лет после выхода альбома автор The Village Voice Чаз Кангас похвалил артистизм Кид Рока, написав: «В эпоху Клинтона, когда ваши самые жизнеспособные поп-звёзды были первозданными тин-поп-сенсациями, хриплыми антагонистами ню-метала или странными фанатами альтернативного рока, Рок стоял в сторонке». Похвалив песню «Cowboy», Кангас назвал её «одним из треков этой эпохи, который неподвластен времени, даже не пытаясь им быть».
Loudwire назвал Devil Without a Cause одним из 10 лучших хард-рок альбомов 1998 года. Журнал Classic Rock назвал Devil Without a Cause одним из 10 основных рэп-метал альбомов. Blender назвал Devil Without a Cause одним из 100 величайших американских альбомов. Альбом также был включён в альманах Роберта Димери 1001 Albums You Must Hear Before You Die.

## Список композиций
| №   | Название                                                                 | Автор(ы) | Длительность |
| --- | ------------------------------------------------------------------------ | -------- | ------------ |
| 1.  | «Bawitdaba»                                                              |          | 4:27         |
| 2.  | «Cowboy»                                                                 |          | 4:17         |
| 3.  | «Devil Without a Cause» (совместно с Joe C.)                             |          | 5:32         |
| 4.  | «I Am the Bullgod»                                                       | Rock     | 4:50         |
| 5.  | «Roving Gangster (Rollin')»                                              |          | 4:24         |
| 6.  | «Wasting Time»                                                           |          | 4:02         |
| 7.  | «Welcome 2 the Party (Ode 2 the Old School)»                             |          | 5:14         |
| 8.  | «I Got One for Ya · » (совместно с Robert Bradley's Blackwater Surprise) |          | 3:43         |
| 9.  | «Somebody's Gotta Feel This»                                             |          | 3:09         |
| 10. | «Fist of Rage»                                                           |          | 3:23         |
| 11. | «Only God Knows Why»                                                     |          | 5:27         |
| 12. | «Fuck Off» (совместно с Эминемом, не указан на clean версии)             |          | 6:13         |
| 13. | «Where U at Rock»                                                        |          | 4:24         |
| 14. | «Black Chick, White Guy - (I Am the Bullgod (Remix))»                    |          | 12:01        |

| №   | Название                                      | Длительность |
| --- | --------------------------------------------- | ------------ |
| 15. | «Welcome 2 the Party/I Am the Bullgod» (Live) | 5:22         |
| 16. | «Bawitdaba» (Live)                            | 3:26         |

- Песня «Black Chick, White Guy» заканчивается в 7:07, а ремикс начинается в 7:10; ремикс представлен как скрытый трек на компакт-диске, но в цифровой дистрибуции отсутствует. Ремикс также отсутствует в японской версии альбома. Оригинал песни «Black Chick, White Guy» нет на clean версии.

## Участники записи
- Кид Рок — вокал, акустическая и электрогитара, бас-гитара, банджо, синтезатор

### Twisted Brown Trucker[англ.]
- Joe C.[англ.] — гостевой вокал
- Мисти Лав[англ.] — бэк-вокал
- Джейсон Краузе — гитара
- Кенни Олсон — гитара
- Анкл Крекер[англ.] — тёрнтейблизм, бэк-вокал
- Джимми Боунс[англ.] — клавишные, орган, фортепиано, синт-бас
- Стефани Эйлинберг — ударные, перкуссия

### Сессионные музыканты
- Кенни Тюдрик — гитара, ударные на «Bawitdaba» и «Cowboy»
- Бобби Ист — слайд и ритм-гитара
- Мэтт О’Брайен — бас-гитара
- Ширли «P-Funk» Хейден — бэк-вокал

### Дополнительные музыканты для песен «I Am The Bullgod» и «Roving Gangster»
- Эндрю Нерха — гитара
- Майк Нерха — бас-гитара
- Боб Эбулинг — барабаны
- DJ Swamp — тёрнтейблизм
- Крис Питерс — гитара

### Гостевое участие
- Эминем — на «Fuck Off»
- Роберт Брэдли — на «I Got One for Ya»
- Торнетта Дэвис[англ.] — на «Wasting Time»

## Позиции в чартах

### Чарты за неделю
| Хит-парад (1998—2000)          | Высокая позиция |
| ------------------------------ | --------------- |
| Австралия (ARIA)               | 79              |
| Австрия (Ö3 Austria)           | 28              |
| Канада (Canadian Albums Chart) | 11              |
| Германия (Offizielle Top 100)  | 82              |
| Новая Зеландия (RMNZ)          | 14              |
| США (Billboard 200)            | 4               |

### Чарты за год
| Хит-парад (1999)                                | Позиция |
| ----------------------------------------------- | ------- |
| Billboard 200                                   | 14      |
| Хит-парад (2000)                                | Позиция |
| Canadian Albums (Nielsen SoundScan)             | 33      |
| Billboard 200                                   | 15      |
| Чарт (2002)                                     | Позиция |
| Canadian Alternative Albums (Nielsen SoundScan) | 177     |
| Canadian Metal Albums (Nielsen SoundScan)       | 88      |

### Чарты десятилетия
| Хит-парад (2000—2009) | Позиция |
| --------------------- | ------- |
| Billboard 200         | 79      |

## Сертификации
| Регион                                                      | Сертификация   | Продажи     |
| ----------------------------------------------------------- | -------------- | ----------- |
| Канада (Music Canada)                                       | 4× Платиновый  | 400 000^    |
| Великобритания (BPI)                                        | Серебряный     | 60 000^     |
| США (RIAA)                                                  | 11× Платиновый | 11 000 000^ |
| ^ Данные о тиражах приведены только на основе сертификации. |                |             |